# Darren van Bekkum
Darren van Bekkum, né le 20 mars 2002 à Amersfoort, est un coureur cycliste néerlandais. 

## Biographie
Darren van Bekkum est originaire d'Amersfoort, dans la province d'Utrecht. Il participe à ses premières compétitions cyclistes en 2018 vers l'âge de seize ans. En 2020, il représente les Pays-Bas aux championnats d'Europe juniors. Il intègre ensuite la réserve de l'équipe Jumbo-Visma en 2021,. Bon grimpeur, il obtient ses premiers résultats notables lors de la saison 2023 en terminant troisième du Trofej Umag, de l'Istrian Spring Trophy et de la Coppa Città di San Daniele, ou encore dixième du Tour Alsace.
En mars 2024, il se classe deuxième de l'Istrian Spring Trophy. Initialement vainqueur, il perd toutefois la course en raison d'un ravitaillement non-autorisé, qui lui coûte une pénalité de temps. Deux mois plus tard, il se distingue en remportant la Ronde de l'Isard, après s'être imposé au plateau de Beille. Il finit également sixième de Course de la Paix espoirs en juin.

## Palmarès et résultats

### Palmarès par année
- 2023
  - 3e du Trofej Umag
  - 3e de l'Istrian Spring Trophy
  - 3e de la Coppa Città di San Daniele
- 2024
  - Ronde de l'Isard :
    - Classement général
    - 4e étape

  - 2e de l'Istrian Spring Trophy

### Classements mondiaux
| Année                                 | 2022  | 2023 | 2024 |
| ------------------------------------- | ----- | ---- | ---- |
| Classement mondial                    | 3111e | 965e | 661e |
| UCI Europe Tour                       | 1839e | 682e | nc   |
|                                       |       |      |      |
| Légende : nc = non classéSource : UCI |       |      |      |